# Eleonora Marchiando
Eleonora Marchiando (* 27. September 1997 in Aosta) ist eine italienische Sprinterin und Hürdenläuferin, die sich auf die 400-Meter-Distanz spezialisiert hat.

## Sportliche Laufbahn
Erste internationale Erfahrungen sammelte Eleonora Marchiando im Jahr 2013, als sie bei den Jugendweltmeisterschaften in Donezk mit 57,48 s in der ersten Runde im 400-Meter-Lauf ausschied. 2015 belegte sie bei den Junioreneuropameisterschaften in Eskilstuna in 58,90 s den vierten Platz im 400-Meter-Hürdenlauf und im Jahr darauf schied sie bei den U20-Weltmeisterschaften in Bydgoszcz mit 58,88 s im Halbfinale aus und belegte mit der italienischen 4-mal-400-Meter-Staffel in 3:42,53 min den achten Platz. 2021 schied sie bei den Halleneuropameisterschaften in Toruń mit 53,70 s in der ersten Runde aus und belegte mit der Staffel in neuer Landesrekordzeit von 3:30,32 min den vierten Platz. Anfang Mai wurde sie dann bei den World Athletics Relays im polnischen Chorzów in 3:32,69 min Fünfte mit der 4-mal-400-Meter-Staffel. Durch ihren Sieg bei den italienischen Meisterschaften qualifizierte sie sich über 400 m Hürden für die Teilnahme an den Olympischen Sommerspielen in Tokio und kam dort mit 56,82 s nicht über den Vorlauf hinaus.
2023 gewann sie bei den Halleneuropameisterschaften in Istanbul gemeinsam mit Alice Mangione, Ayomide Folorunso und Anna Polinari mit neuem Landesrekord von 3:28,61 min die Silbermedaille in der 4-mal-400-Meter-Staffel hinter dem niederländischen Team. Im August schied sie bei den Weltmeisterschaften in Budapest mit 56,27 s in der ersten Runde über 400 m Hürden aus.
2021 wurde Marchiando italienische Meisterin im 400-Meter-Hürdenlauf und 2022 wurde sie Hallenmeisterin über 400 Meter.

## Persönliche Bestzeiten
- 400 Meter: 52,57 s, 13. Mai 2023 in Mailand
  - 400 Meter (Halle): 52,70 s, 19. Februar 2023 in Ancona
- 400 m Hürden: 55,13 s, 10. Juni 2023 in Genf